# Universal Binary
Universal Binary, vanligtvis förkortat UB, men ofta kallat Universal, ett begrepp framtaget av Apple Computer.
Med Universal Binary menas att en Mac OS-applikation innehåller maskinkod för både PowerPC- och Intel-processorer. Programmet fungerar därmed i båda datorplattformarna (Mac OS X på PowerPC-Macar och Mac OS X på Intel-Macar). Universal Binary påminner starkt om den lösning som kunde användas vid övergången mellan 68k-Macar till PowerPC-Macar då det kallades FAT när en appikation innehöll maskinkod för de två typerna av processorer.
En Universal-applikation blir i och med den dubbla uppsättningen maskinkod upp till dubbelt så stor.
Program som tidigare utvecklats för PowerPC-Macar behöver, beroende på typ av program, olika mycket anpassning för att kunna bli Universal, alternativt - om utvecklaren vill - enbart erbjuda en Intel-version.

## Symbol
Apple Computer har tagit fram en symbol för Universal Binary som utvecklare får använda för att visa att programmet har maskinkod för både PowerPC och Intel. Motivet är inspirerat ifrån Yin och yang. Skillnaderna är att Universal Binary-symbolen är ljus- och mörkblå istället för svart/vit. Dessutom är Apples symbol roterad 90 grader. Ytterligare en skillnad finns. I Universal Binary-symbolen saknas en liten prick i de båda färgerna där färgen är den motsatta färgen.

## Utvecklingsverktyg
Utvecklingsverktyg för Universal Binary-program
- Xcode